# Alpine Ski-Juniorenweltmeisterschaften 1991
Die 10. Alpinen Ski-Juniorenweltmeisterschaften fanden vom 8. bis 14. April 1991 im norwegischen Geilo/Hemsedal statt.

## Männer

### Abfahrt
| Platz | Land | Sportler           | Zeit (min) |
| ----- | ---- | ------------------ | ---------- |
| 1     | ITA  | Ivan Bormolini     | 1:05,48    |
| 2     | ITA  | Ernesto De Mattia  | 1:05,69    |
| 3     | ITA  | Karl Heinz Molling | 1:06,02    |
| 4     | AUT  | Manfred Widauer    | 1:06,11    |
| 5     | ITA  | Luca Cattaneo      | 1:06,12    |
| 6     | SUI  | Bruno Kernen       | 1:06,14    |

Datum: 11. April

### Super-G
| Platz | Land | Sportler          | Zeit (min) |
| ----- | ---- | ----------------- | ---------- |
| 1     | YUG  | Jure Košir        | 1:27,16    |
| 2     | AUT  | Christian Mayer   | 1:27,51    |
| 3     | SUI  | Bruno Kernen      | 1:28,03    |
| 4     | FRA  | Gaëtan Llorach    | 1:28,07    |
| 5     | SUI  | Christian Walker  | 1:28,10    |
| 6     | ITA  | Massimo Zucchelli | 1:28,36    |

Datum: 8. April

### Riesenslalom
| Platz | Land | Sportler           | Zeit (min) |
| ----- | ---- | ------------------ | ---------- |
| 1     | ITA  | Massimo Zucchelli  | 2:04,64    |
| 2     | AUT  | Gerhard Greber     | 2:04,71    |
| 3     | FRA  | Franck Carmagnolle | 2:04,74    |
| 4     | ITA  | Ivan Bormolini     | 2:04,77    |
| 5     | AUT  | Christian Mayer    | 2:04,93    |
| 6     | SWE  | Tobias Hellman     | 2:04,95    |

Datum: 12. April

### Slalom
| Platz | Land | Sportler         | Zeit (min) |
| ----- | ---- | ---------------- | ---------- |
| 1     | USA  | Casey Puckett    | 1:33,29    |
| 2     | FRA  | Sébastien Amiez  | 1:33,66    |
| 3     | SUI  | Andrea Zinsli    | 1:33,67    |
| 4     | SUI  | Christian Walker | 1:33,78    |
| 5     | ITA  | Roberto Boselli  | 1:33,80    |
| 6     | SWE  | Stefan Wiberg    | 1:33,91    |

Datum: 14. April

### Kombination
| Platz | Land | Sportler           |
| ----- | ---- | ------------------ |
| 1     | SUI  | Bruno Kernen       |
| 2     | ITA  | Ivan Bormolini     |
| 3     | AUT  | Christian Mayer    |
| 4     | USA  | Casey Puckett      |
| 5     | ITA  | Karl Heinz Molling |
| 6     | ITA  | Roberto Boselli    |

Datum: 11./14. April
Die Kombination bestand aus der Addition der Ergebnisse aus Abfahrt, Riesenslalom und Slalom.

## Frauen

### Abfahrt
| Platz | Land | Sportlerin          | Zeit (min) |
| ----- | ---- | ------------------- | ---------- |
| 1     | SUI  | Céline Dätwyler     | 1:08,87    |
| 2     | AUT  | Cornelia Meusburger | 1:09,06    |
| 3     | FRA  | Karine Allard       | 1:09,27    |
| 4     | URS  | Swetlana Nowikowa   | 1:09,28    |
| 5     | USA  | Kirsten Rogers      | 1:09,32    |
| 6     | GER  | Regina Häusl        | 1:09,59    |

Datum: 11. April

### Super-G
| Platz | Land | Sportlerin            | Zeit (min) |
| ----- | ---- | --------------------- | ---------- |
| 1     | NOR  | Julie Lunde Hansen    | 1:15,16    |
| 2     | SUI  | Isabel Picenoni       | 1:15,93    |
| 3     | FRA  | Karine Allard         | 1:16,07    |
| 4     | AUT  | Alexandra Meissnitzer | 1:16,19    |
| 5     | ITA  | Michaela Messner      | 1:16,20    |
| 6     | USA  | Katherine Davenport   | 1:16,27    |

Datum: 8. April

### Riesenslalom
| Platz | Land | Sportlerin          | Zeit (min) |
| ----- | ---- | ------------------- | ---------- |
| 1     | ITA  | Sabina Panzanini    | 2:09,95    |
| 2     | YUG  | Barbara Brlec       | 2:10,46    |
| 2     | GER  | Martina Ertl        | 2:10,46    |
| 4     | SUI  | Isabel Picenoni     | 2:10,50    |
| 5     | AUT  | Cornelia Meusburger | 2:10,54    |
| 6     | SUI  | Corinne Rey-Bellet  | 2:10,79    |

Datum: 12. April

### Slalom
| Platz | Land | Sportlerin       | Zeit (min) |
| ----- | ---- | ---------------- | ---------- |
| 1     | YUG  | Urška Hrovat     | 1:20,21    |
| 2     | ITA  | Morena Gallizio  | 1:21,75    |
| 3     | ITA  | Sabina Panzanini | 1:21,91    |
| 4     | SUI  | Anick Aubert     | 1:22,19    |
| 5     | SWE  | Erika Hansson    | 1:22,23    |
| 6     | USA  | Carrie Sheinberg | 1:22,27    |

Datum: 14. April

### Kombination
| Platz | Land | Sportlerin          |
| ----- | ---- | ------------------- |
| 1     | AUT  | Cornelia Meusburger |
| 2     | YUG  | Urška Hrovat        |
| 3     | GER  | Martina Ertl        |
| 4     | GER  | Angela Zimmermann   |
| 5     | YUG  | Barbara Brlec       |
| 6     | SUI  | Monika Käslin       |

Datum: 11./14. April
Die Kombination bestand aus der Addition der Ergebnisse aus Abfahrt, Riesenslalom und Slalom.

## Medaillenspiegel
| Platz | Land               | Gold | Silber | Bronze | Gesamt |
| ----- | ------------------ | ---- | ------ | ------ | ------ |
| 1     | Italien            | 3    | 3      | 2      | 8      |
| 2     | Jugoslawien        | 2    | 2      | –      | 4      |
| 3     | Schweiz            | 2    | 1      | 2      | 5      |
| 4     | Österreich         | 1    | 3      | 1      | 5      |
| 5     | Norwegen           | 1    | –      | –      | 1      |
| 5     | Vereinigte Staaten | 1    | –      | –      | 1      |
| 7     | Frankreich         | –    | 1      | 3      | 4      |
| 8     | Deutschland        | –    | 1      | 1      | 2      |